# Sunur
Sunur is een bestuurslaag in het regentschap Ogan Ilir van de provincie Zuid-Sumatra, Indonesië. Sunur telt 1298 inwoners (volkstelling 2010).